# 屋代正国
屋代 正国（やしろ まさくに）は、戦国時代から安土桃山時代にかけての武将。村上氏、甲斐武田氏の家臣。

## 略歴
屋代氏は信濃国埴科郡屋代郷を領していた国人で、信濃村上氏の庶流。
永正17年（1520年）、屋代正重の子として誕生。村上義清の重臣として武田信玄の信濃侵攻に対抗し、天文17年（1548年）の上田原の戦いでは嫡男・基綱を喪う。
天文22年（1553年）に村上氏から離反して4月5日に武田氏に降伏、塩崎六郎次郎と共にその家臣となった。屋代氏の離反は村上氏に相当影響したらしく、離反の数日後である9日に村上義清は葛尾城を放棄している。武田氏からは当初雨宮（現・千曲市）を宛がわれたが、8月8日に雨宮の替地として新砥（同前）及び雨宮のうち大下条・小下条を与えられた。
永禄10年（1567年）には『下之郷起請文』を取次である春日虎綱に提出した。
後継がいなかったため弟・室賀満正の次男・正長を養子に迎えたが、天正3年（1575年）の長篠の戦いで正長は戦死してしまう。その後屋代氏の家督は満正の四男・秀正が継いだ。
没年は武田家が織田信長により滅ぼされた天正10年（1582年）と言われているが、永禄4年（1561年）の第四次川中島の戦いで戦死したとする説もある。